# Zavar
Zavar é um município da Eslováquia, situado no distrito de Trnava, na região de Trnava. Tem 13,95 km² de área e sua população em 2019 foi estimada em 2230 habitantes.

## Demografia
| Ano:        | 1994 | 2004   | 2014    | 2024    |
| ----------- | ---- | ------ | ------- | ------- |
| Broj ljudi: | 1649 | 1755   | 2222    | 2563    |
| Razlika:    |      | +6,42% | +26,60% | +15,34% |

| Ano:               | 2023 | 2024   |
| ------------------ | ---- | ------ |
| Número de pessoas: | 2536 | 2563   |
| Diferença:         |      | +1,06% |